# 江一站
江一站（：／ Gangil yeok */?）是首都圈電鐵5號線沿線的一座地下車站，位於韓國首爾特別市江東區江一洞。

## 車站結構
站體為2面2線側式月台的地下車站，候車月台設有月台幕門，並有4處出口。

### 月台配置
| 上一洞 ↑ |
| \| 上    |
| ↓ 渼沙   |

| 月台 | 路線             | 目的地                             |
| ---- | ---------------- | ---------------------------------- |
| 上行 | ●首都圈電鐵5號線 | 上一洞、千戶、杏堂、木洞、傍花方向 |
| 下行 | ●首都圈電鐵5號線 | 河南市廳、河南黔丹山方向           |

## 歷史
- 2019年12月26日：車站名稱確認為江一站[1]。
- 2021年3月27日：落成啟用。

## 車站周邊
- 陵谷近鄰公園
- 姜名中學
- 首爾江明初等學校

## 相鄰車站
首爾交通公社
●首都圈電鐵5號線
上一洞（553）－江一（554） －渼沙（555）